# Пролітаючи над гніздом зозулі (фільм)
«Проліта́ючи над гніздо́м зозу́лі» (англ. One Flew Over the Cuckoo's Nest — дослівно: «Політ над зозулиним гніздом») — американський культовий фільм Мілоша Формана. Екранізація роману «Над зозулиним гніздом» Кена Кізі (Ken Kesey). Прем'єра відбулася 19 листопада 1975 року. За увесь час існування премії «Оскар» фільм став другим з трьох фільмів, які завоювали її у всіх п'яти головних номінаціях. Дотепер це вдалося тільки фільмові «Це сталося якось вночі» (1934). Після цих двох фільмів лише один зміг повторити це досягнення — «Мовчання ягнят» (1991). Фільм «Пролітаючи над гніздом зозулі» здобув нагороди як найкращий фільм, за найкращу режисуру, найкращих актора та акторку у головних ролях, найкращий адаптований сценарій, а також завоював 11 номінацій і 28 інших нагород, зокрема кілька Золотих глобусів та премій БАФТА. 
Станом на 1 березня 2024 року фільм займає 18-ту позицію у списку 250 найкращих фільмів за версією IMDb.

## Сюжет
Злочинець Рендл Патрік Макмерфі (Джек Ніколсон) потрапляє до в'язниці на невеликий термін. Щоб відпочити від тюремної праці, він симулює божевілля й потрапляє до психіатричної клініки на обстеження. Вільний духом, оригінальний, з гарячою кров'ю в жилах і гострий на язик бунтар, здається, насолоджується свободою в компанії психів і сподівається провести так увесь залишок свого ув'язнення. Але поступово він розуміє, якими невільними є пацієнти клініки та як їх пригнічує старша медсестра Мілдред Ретчед (Луїза Флетчер), що встановила у відділенні суворий розпорядок і неухильно вимагає його дотримання. Це спричиняє внутрішній протест у Макмерфі й він починає «лікувати» пацієнтів по-своєму: спочатку він грає з ними в карти й баскетбол, а потім без дозволу вивозить їх катером на риболовлю. Між Ретчед і Макмерфі починається боротьба за думки й серця пацієнтів. Макмерфі дізнається, що багато пацієнтів перебувають у лікарні з власної волі (у той час, як він сам — на примусовому лікуванні) й не може з цим змиритися. Він намагається показати їм переваги вільного життя й самостійності. Водночас деспотична сестра Ретчед починає «закручувати гайки» й указувати пацієнтам на їхню нікчемність і залежність. Але Макмерфі поступово бере гору в цій дуелі.
Щоб закріпити свою перемогу, він вирішує влаштувати у відділенні вечірку з алкоголем і дівчатами, а потім утекти. Підкупивши санітара, він проводить у лікарню знайомих дівчат легкої поведінки, які приносять спиртні напої. Гулянка вдалася на славу, але перед самою втечею Рендл просить одну з дівчат покохатися з одним молодим і надзвичайно сором'язливим пацієнтом, (можливо, позбавити його невинності), до якого він відчував особливу прихильність. Тим часом п'яний Макмерфі засинає (хоча вікно з ґратами вже відкрито і залишається лише вилізти назовні), і втеча не вдається. А зранку приходить медсестра Ретчед і, побачивши всюди хаос і безлад, лютує. Заставши молодого пацієнта з повією, вона починає докоряти йому, знаючи про його психічну нестабільність, погрожуючи розповісти про те, що трапилося, матері пацієнта, яка є її давньою подругою. Він не може знести її докорів, навісніє, санітари ведуть його до окремої палати, де він, залишившись сам, накладає на себе руки. Побачивши це, Макмерфі шаленіє й накидається на Ретчед, щоб її задушити. Його відтягують, визнають агресивним божевільним і піддають лоботомії.
У кінцевій сцені фільму величезний пацієнт-індіанець на прізвисько «Вождь» (Вілл Семпсон), що також планував утекти з головним героєм, зглянувшись над волелюбним Макмерфі, який після «лікування» перетворився на «рослину», вбиває його, задушивши подушкою, а потім сам тікає на волю, здійснивши Макмерфієву мрію.

## У ролях
| Актори          | Персонажі             |
| --------------- | --------------------- |
| Джек Ніколсон   | Рендл Патрік Макмерфі |
| Луїза Флетчер   | Мілдред Ретчед        |
| Віл Семпсон     | Вождь Бромден         |
| Бред Дуріф      | Біллі Біббіт          |
| Денні Де Віто   | Мартіні               |
| Крістофер Ллойд | Макс Тебер            |
| Майкл Берріман  | Елліс                 |

## Номінації та нагороди[2]
| Рік  | Нагорода         | Категорія                               | Номінант                                                                   | Результат |
| ---- | ---------------- | --------------------------------------- | -------------------------------------------------------------------------- | --------- |
| 1976 | «Оскар»          | Найкращий фільм                         | Сауль Заенц, Майкл Дуглас                                                  | Перемога  |
| 1976 | «Оскар»          | Найкраща чоловіча роль                  | Джек Ніколсон                                                              | Перемога  |
| 1976 | «Оскар»          | Найкраща жіноча роль                    | Луїза Флетчер                                                              | Перемога  |
| 1976 | «Оскар»          | Найкращий режисер                       | Мілош Форман                                                               | Перемога  |
| 1976 | «Оскар»          | Найкращий адаптований сценарій          | Лоуренс Гаубен, Бу Голдман                                                 | Перемога  |
| 1976 | «Оскар»          | Найкраща чоловіча роль другого плану    | Бред Дуріф                                                                 | Номінація |
| 1976 | «Оскар»          | Найкраща операторська робота            | Гаскелл Векслер, Білл Батлер                                               | Номінація |
| 1976 | «Оскар»          | Найкращий монтаж                        | Річард Шею, Лінзе Клінгмен, Шелдон Кан                                     | Номінація |
| 1976 | «Оскар»          | Найкраща музика до фільму               | Джек Ніцш                                                                  | Номінація |
| 1976 | «Золотий глобус» | Найкращий фільм — драма                 | «Пролітаючи над гніздом зозулі»                                            | Перемога  |
| 1976 | «Золотий глобус» | Найкращий дебют актора у фільмі         | Бред Дуріф                                                                 | Перемога  |
| 1976 | «Золотий глобус» | Найкраща жіноча роль у фільмі — драма   | Луїза Флетчер                                                              | Перемога  |
| 1976 | «Золотий глобус» | Найкращий режисер                       | Мілош Форман                                                               | Перемога  |
| 1976 | «Золотий глобус» | Найкращий сценарій кінофільму           | Лоуренс Гаубен, Бу Голдман                                                 | Перемога  |
| 1976 | «Золотий глобус» | Найкраща чоловіча роль у фільмі — драма | Джек Ніколсон                                                              | Перемога  |
| 1977 | Премія БАФТА     | Найкраща чоловіча роль                  | Джек Ніколсон                                                              | Перемога  |
| 1977 | Премія БАФТА     | Найкраща жіноча роль                    | Луїза Флетчер                                                              | Перемога  |
| 1977 | Премія БАФТА     | Найкраща режисура                       | Мілош Форман                                                               | Перемога  |
| 1977 | Премія БАФТА     | Найкращий фільм                         | «Пролітаючи над гніздом зозулі»                                            | Перемога  |
| 1977 | Премія БАФТА     | Найкращий монтаж                        | Річард Шею, Лінзе Клінгмен, Шелдон Кан                                     | Перемога  |
| 1977 | Премія БАФТА     | Найкраща чоловіча роль другого плану    | Бред Дуріф                                                                 | Перемога  |
| 1977 | Премія БАФТА     | Найкраща операторська робота            | Гаскелл Векслер, Білл Батлер, Вільям Фрейкер                               | Номінація |
| 1977 | Премія БАФТА     | Найкращий сценарій                      | Лоуренс Гаубен, Бу Голдман                                                 | Номінація |
| 1977 | Премія БАФТА     | Найкращий саундтрек                     | Мері Макглон, Роберт Р. Ратледж, Вероніка Селвер, Ларрі Джост, Марк Бергер | Номінація |
| 1977 | Премія БАФТА     | Найкраща музика до фільму               | Джек Ніцш                                                                  | Номінація |